# کورنل دینو
کورنل دینو (رومانیایی: Cornel Dinu؛ زادهٔ ۲ اوت ۱۹۴۸) بازیکن و مربی فوتبال اهل رومانی بود.
از باشگاه‌هایی که در آن بازی کرده‌است می‌توان به باشگاه فوتبال دینامو بخارست اشاره کرد.
وی همچنین در تیم ملی فوتبال رومانی بازی کرده‌است.